# Odometer Rock
Der Odometer Rock (englisch; bulgarisch скала Одометър skala Odometar, deutsch ‚Hodometer-Felsen‘) ist ein in west-östlicher Ausrichtung 40 m langer und 30 m breiter Klippenfelsen vor der Nordwestküste von Nelson Island im Archipel der Südlichen Shetlandinseln. Er liegt 1,68 km nördlich des Smilets Point 2,58 km nordöstlich des Folger Rock und 2,3 km westlich des Retamales Point.
Britische Wissenschaftler kartierten ihn 1968. Die bulgarische Kommission für Antarktische Geographische Namen benannte ihn im April 2021 nach dem Hodometer, einem Wegmesser.